# Marcelo Burlon
Marcelo Burlon (* 19. srpna 1979, Argentina) je tvůrčí mistr módní značky Marcelo Burlon a County of Milan, zároveň je organizátor akcí pro značky jako Alexandr McQueen, Gucci a Raf Simons.

## Život
Marcelo Burlon se narodil 19. srpna 1979 v Patagonii v Argentině. V mládí se přestěhoval do Milána. V roce 1998 začal pracovat jako uvaděč v Magazzini Generali. Tento podnik byl jeden z nejžhavějších nočních míst v Miláně. V tomto podniku se také seznámil s mnoha vlivnými osobnostmi. Nalezl tam designéry jako je Raf Simons a Riccardo Tisci, díky kterým se dostal na špičku módního světa.

### Začátky kariéry
V roce 2012 Burlon uvedl na trh tričko, inspirované rodnou Patagonií. Ve své první sezóně, prodal 10 000 triček do 90 obchodů za cenu cca 160 €. Vzhledem k tomu, že Marcelo spolupracoval se jmény jako je Lebron James, Pusha T nebo Tyga, získala značka brzy jméno po celém světě.
Burlon mimo svoji módní kariéru působí také jako DJ a organizátor mnoha akcí, zároveň přispívá do mezinárodních časopisů CQ Hunter, Dust a Hero. V současné době[kdy?] se značka Marcelo Burlon těší hodnosti jedné z nejvíce žádaných módních značek, co se vysoké módy týče, na světě. Nepochybně se zařadila mezi módní giganty jako je Rick Owens či Raf Simons. Burlonova tvorba je význačná zejména prací se světlými barvami na černém či bílém základu. Typická je pro jeho tvorbu kombinace modré s červenou, ale nebojí se do své práce zakomponovat i oranžovou. Na svých výrobcích nejčastěji využívá symbol orla, vlka nebo pouze své logo, kříž mezi devíti čtverci poskládaných do kosočtverce.

## Nejvýznamnější kolekce
Mezi nejdůležitější kolekci Marcela Burlona můžeme definitivně zařadit kolekci zima/podzim 2018, kterou se neodmyslitelně připojil ke špičce módního průmyslu. Tato kolekce se vyznačuje především svou diverzitou, celá kolekce má mírný armádní podtext, avšak některé kousky na nás působí samurajsky, některé vypadají jako z divokého západu a k tomu všemu někde můžeme zahlédnout i amerického mariňáka.
Jeho první kolekcí byla zima/podzim 2013, působící velmi divoce a dravě, na látkách se objevují různá dravá zvířata z džunglí a pralesů. Přesně tato tematika byla v tehdejší době “in”. Tato kolekce odstartovala Burlonův módní úspěch.

## Současnost
Nyní Marcelo Burlon často cestuje právě z Argentiny, kde odpočívá, do Milána, kde pracuje. Zároveň se nyní připravuje na zimní kolekci k roku 2020.